# Brebières
Brebières is een gemeente in het Franse departement Pas-de-Calais (regio Hauts-de-France). De plaats maakt deel uit van het arrondissement Arras. In de gemeente ligt spoorwegstation Brebières-Sud. Brebières telde op 1 januari 2022 5.210 inwoners.

## Geografie
De oppervlakte van Brebières bedroeg op 1 januari 2022 10,8 vierkante kilometer; de bevolkingsdichtheid was toen 482,4 inwoners per km².

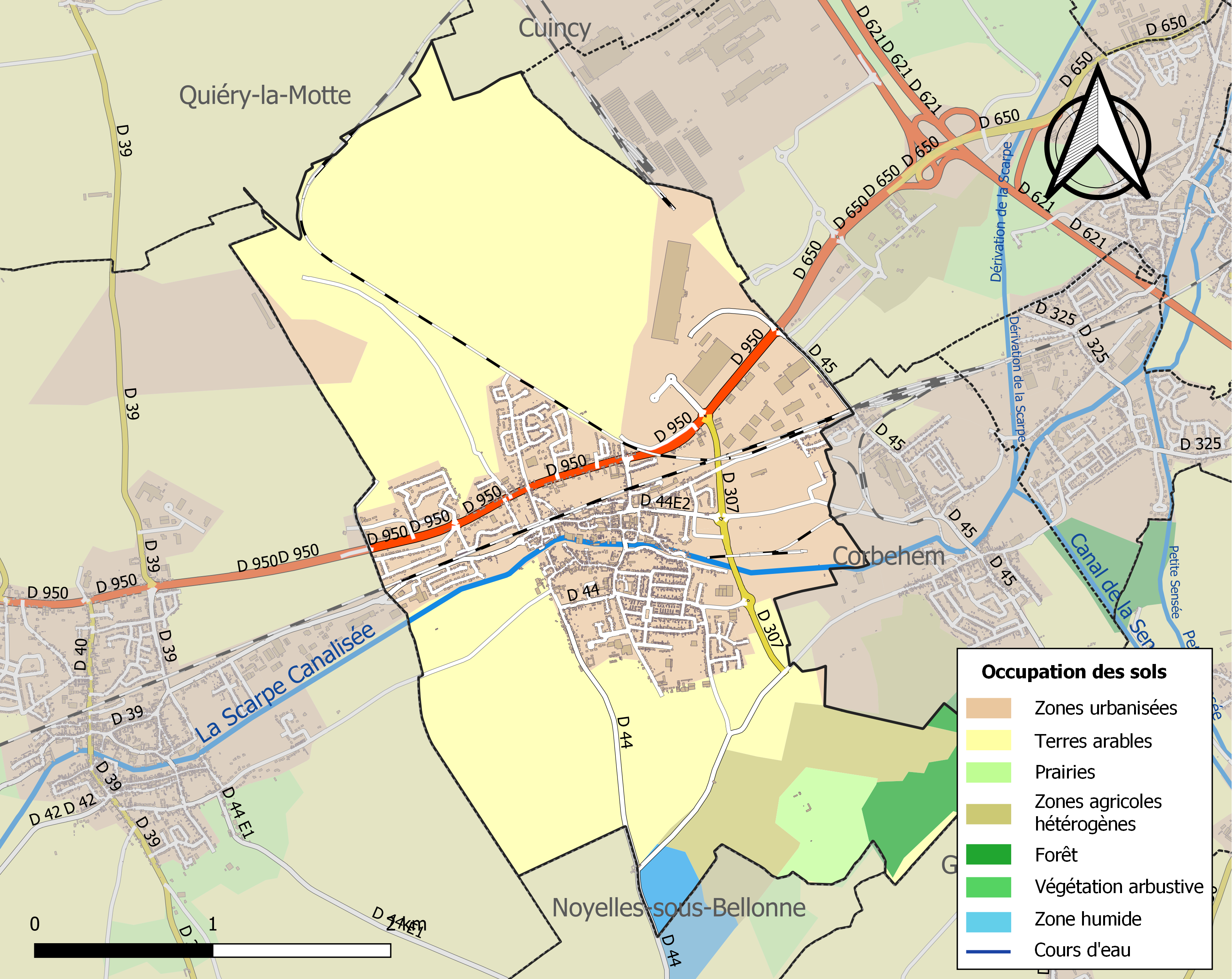
Kaart van de gemeente met belangrijkste infrastructuur, bodemgebruik en omliggende gemeenten

## Demografie
Onderstaande figuur toont het verloop van het inwonertal (bron: INSEE-tellingen).